# La leyenda del gigante de la montaña
La leyenda del gigante de la montaña (en noruego: Askeladden - I Dovregubbens Hall) es una película de fantasía y aventura noruega dirigida por Mikkel Brænne Sandemose y protagonizada por Vebjørn Enger. Fue lanzada el 29 de septiembre de 2017. Fue coproducida por Sirene Film y Irish Subotica Entertainment.

## Argumento
La princesa Kristin está a punto de cumplir 18 y está obligada a casarse. Según la leyenda, la boda debe ocurrir antes de su cumpleaños, si no un enorme troll la raptará y se la llevará a las montañas. El príncipe Fredrik de Dinamarca llega para casarse con Kristin, pero ella se niega y huye. El rey le promete la mano de su hija y la mitad del reino a aquel que la pueda salvar. Tres pobres chicos granjeros, Per, Pål, y Espen, se embarcan en la búsqueda de la princesa y del Rey de la montaña, para así poder recibir la recompensa y salvar su granja de la ruina.

## Reparto
- Vebjørn Enger como Espen Askeladd.
- Eili Harboe como la princesa Kristin.
- Allan Hyde como el príncipe Fredrik.
- Mads Sjøgård Pettersen como Per.
- Elias Holmen Sørensen como Pål.
- Gisken Armand como Stubbekjerringa.
- Gard B. Eidsvold como el rey Erik.
- Synnøve Macody Lund como la reina Viktoria.
- Thorbjørn Harr como el padre de Askeladden.
- Ida Ursin-Holm como una de las huldras.
- Rune Hagerup como el mensajero.
- Arthur Berning como Gunnar.
- Nasrin Khusrawi como camarera.
- Antonio de la Cruz como Pequeño-Jan.

## Lanzamiento
La película fue la segunda película más taquillera en Noruega en 2017, ganando $4,23 millones.

## Recepción
El uso de CGI fue criticado como "más o menos" por Morten Ståle Nilsen de Verdens Gang.